# Airshifter

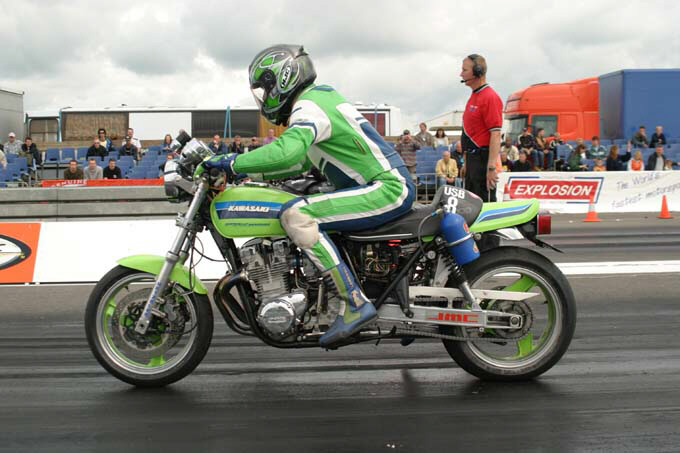
Dit is een dragrace-motor. Voor de laars van de rijder is de bedieningscilinder van de airshifter te zien.

Een airshifter is een pneumatisch schakelmechanisme bij dragrace en motorsprint. Het opschakelen gebeurt door middel van een knopje aan het stuur. Het terugschakelen (niet nodig tijdens een wedstrijd) gebeurt gewoon met de voet. De airshifter is ook te vinden op aangepaste motorfietsen voor gehandicapten.
Een quickshifter is een elektronisch schakelsysteem voor motorfietsen. Dit principe werd op productiemotorfietsen voor het eerst als optie in 2008 geleverd door BMW (BMW HP2 Sport). Bij het aanraken van het schakelpedaal onderbreekt het systeem voor een fractie van een seconde de ontsteking en brandstofinjectie en wordt er opgeschakeld. 